# Сергий Къпински
Сергий Къпиновски е български православен светец.

## История
Сведенията за преп. Сергий Къпински са оскъдни, тъй като за него няма написано житие. Информацията, която е достигнала до нас е благодарение на живата народна и църковна памет.
Щрихи към светлия образ на преп. Сергий намираме в следните няколко бележки:
- От словото на Великотърновския митрополит Стефан по повод 700-годишнината на манастира, публикувано в „Църковен вестник“, брой пети за 1973 г.:"Тази света обител е дала двама светци на нашата родна Църква: преп. Сергий Къпиновски, чийто гроб не е открит, и Св. Софроний Врачански".
- Из словото на патриарх Максим, произнесено в Къпиновския манастир след светата Литургия на 29 октомври 1972 г.: „От век на век е преминавало преданието за един от основателите на манастира – преподобният Сергий Къпиновски, просиял тук с праведен живот и народополезни дела. Погребан бил първоначално в манастира, по-късно чудотворните му мощи били пренесени в село Къпиново – в църковния двор“.
- Левкийски епископ Партений, „Неделя на всички български светци“, „Църковен вестник“, брой 19 за 1972 г.: „Какво знаем за живота на преподобния Сергий Къпиновски, който оставил даже нетленни мощи подир смъртта си, заграбени някога от някакви чужденци? Някога в манастирската църква са почивали св. мощи на преподобния и богоносен наш отец Сергий Къпиновски, оросил със сълзи и огласил с топли молитви къпиновските гори. Споменът за него все повече и повече избледнява в народното съзнание. Един турчин се подиграл със св. мощи и веднага полудял. После, доведен от близките му до раклата, получил изцеление и щедро обдарил св. обител. Понеже е на път и често бил нападан и ограбван от кърджалии, братята монаси решили и една нощ с литийно шествие пренесли раклата със светите чудотворни мощи в село Къпиново, като ги заровили в църковния двор. Покойният йеромонах Неофит забил железни скоби върху гроба на светеца. Християни нощем, срещу големи празници, виждали на това място пламъци.“

- В старите български месецослови на 30 януари, стар стил, пише: „Преподобнаго и богоноснаго отца нашего Сергия Къпиновскаго“.
- Старите ефимерии из търновските манастири и сега при църковен отпуст споменуват името на къпиновския светец".
- Архимандрит Нестор, „Къпиновският манастир“, сп. „Духовна култура“, книга 10 за 1962 г.
- В писмо от ноември 2007 г. архимандрит Нестор споделя: „Преподобният Сергий Къпиновски се счита за основател на скалното монашество из Еленския край, вероятно дошло през през XI-XII век от скалните църкви и манастири по поречието на Русенски Лом. Счита се за основател на Къпиновския манастир „Св. Никола“... Помня милия изнемощял старец Неофит, родом от село Самоводене, Великотърновско. Той е бил постриженик на Къпиновския манастир и е запомнил от старите къпиновски монаси житието на преп. Сергий, откриването на мощите му, датата на смъртта му – 30 януари.

По време на моето протосингелствуване в Търново старите търновски свещеници иконом Йордан Стойков и Тодор Хлебаров ме уверяваха, че в ръкописни местни месецослови срещали на 30 януари записано така: „И преподобнаго отца нашего Сергия Къпиновскаго“ и така го споменаваха в своите богослужения“.
- Преп. Сергий Къпиновски е в списъка на българските светци, посочени в календара на П. Р. Славейков – „Кратък месецослов за 1876 г.“.
- Преп. Сергий Къпиновски не бива да се бърка с игумена Сергий от Плаковския манастир, един от видните участници във Велчовата завера, за когото Раковски пише, че е достоен да се причисли към светите български великомъченици, дали живота си за вяра и Отечество, и че заслужава българският народ да му издигне храм.
- С молитва завършва статията на архимандрит Нестор, написана по случай 690-годишнината от основаването на Къпиновския манастир (Духовна култура, кн.10, 1962): "Преподобни отче Сергие Къпиновски, благоизволи в пост, молитва и покаяние да открием твоите свети чудотворни мощи и с подобаващо църковно тържество да ги пренесем под благословената стряха на твоя и нашия любим Къпиновски манастир, за утеха на вярващите души и за слава на светата ни родна Православна църква”.
- Светата Българска православна църква почита паметта на преп. Сергий Къпиновски на 30 януари всяка година.